# Ancilostomosi
L'ancilostomosi o anquilostomosi (o ancilostomiasi o anquilostomiasi) és una nematodosi, per Ancylostoma que afecta el duodè i les parts proximals del jejú, causada per dues espècies de nematodes de la família Ancylostomatidae, Ancylostoma duodenale i Necator americanus, distribuïts àmpliament per regions tropicals i subtropicals. L'A. duodenale predomina al sud d'Europa, nord d'Àfrica i Àsia Menor, i Necator americanus a l'Amèrica del Sud, l'Àfrica equatorial i el sud d'Àsia. Ambdues espècies també reben el nom d'uncinàries.
El nom d'ancilostoma deriva del grec αγκυλος, ancylos "corb, doblegat" i στομα, estoma "boca". L'ancilostomosi també és coneguda com a anèmia dels minaires, clorosi d'Egipte, necatorosi i uncinariosi.
L'ancilostomosi per Ancylostoma duodenale produeix anèmia per deficiència de ferro perquè xucla la sang de les parets intestinals de l'hoste, en canvi l'ancilostomosi per Ancylostoma brasiliensis es presenta en forma de larva migrant cutània.
És una de les helmintosis transmeses per terra que l'OMS inclou a la llista de Malalties tropicals desateses.

## Signes i símptomes
Depenent de l'organisme, els signes i els símptomes poden ser diferents. L'Ancylostoma duodenale i el Necator americanus poden entrar al corrent sanguini, en canvi l'Ancylostoma braziliensis no. Els signes i símptomes de Ancylostoma duodenale i Necator americanus són dolor abdominal, pèrdua de la gana i geofàgia, en les infeccions lleus. Les infeccions severes causen anèmia per dèficit de ferro o deficiència severa de proteïna. El dèficit de proteïna pot provocar ressecament de pell, edema i extensió abdominal de l'edema, mentre que l'anèmia per dèficit de ferro pot provocar cansament, somnolència i insuficiència cardíaca. En dones embarassades infectades el paràsit pot infectar el fetus i pot provocar complicacions com ara pes baix en néixer, anèmia materna i mortalitat infantil.
En el cas de l'Ancylostoma braziliensis, com que els humans no en són l'amfitrió natural, les larves no maduren a adults però migren a través de la pell fins que moren a causa de la resposta inflamatòria de l'amfitrió. Aquesta migració causa picor intensa local i una lesió vermella serpentejant. El tractament amb una única dosi oral d'ivermectin dona uns índexs de curació de 94–100%.

## Causes
La infecció se sol contreure caminant descalç per un sòl contaminat. Quan penetren a la pell, les larves poden provocar una reacció al·lèrgica. A causa de la picor al lloc de l'entrada, la infecció precoç rep el sobrenom de "picor de terra". Havent travessat la pell, les larves entren al torrent sanguini i són transportades fins als pulmons (no obstant això, a diferència dels ascàrids, els cucs no solen provocar pneumònia). Les larves migren des dels pulmons cap a la tràquea per ser empassades i transportades cap a l'intestí. Si els humans entren en contacte amb larves de l'Ancylostoma del gos o el del gat o altres que no infecten els humans (com A. caninum, A. braziliense), les larves poden penetrar a la pell igualment, però sovint són incapaces de completar el seu cicle migratori en els humans. No obstant això, les larves migren per sota de la pell produint marques semblants a la serp. Això es coneix com a erupció serpentiforme o larva cutània migrant.

## Prevenció
El control d'aquest paràsit s'ha d'orientar cap a la reducció del nivell de contaminació ambiental. El tractament d'individus fortament infectats és una forma de reduir la font de contaminació (un estudi ha estimat que el 60% de la càrrega de l'ancilostoma es concentra en menys del 10% de la població). Altres mètodes evidents són millorar l'accés al sanejament, per exemple, els lavabos, però també convèncer les persones a mantenir-los en un estat net i funcional, fent-los propícies per al seu ús.

## Tractament
El fàrmac d'elecció pel tractament de l'ancilostomosi és el mebendazole, el qual és eficaç contra ambdues espècies, i a més a més, eliminarà també el cuc intestinal Ascaris, si hi és present. És un fàrmac molt eficaç, només requereix una dosi única i és econòmic. Tanmateix, el tractament no hauria de limitar-se a subministrar l'antihelmíntic, ja que el pacient hauria de rebre també suplements dietètics per millorar el seu nivell general de salut, en particular és molt important un suplement de ferro.
La infecció per N. americanus es pot tractar amb imidazole, albendazole i mebendazole. En casos greus d'anèmia pot ser necessària una transfusió de sang. Les infeccions lleugeres no solen tractar-se en aquelles zones on la reinfecció és freqüent. Els suplements de ferro i una dieta rica en proteïnes acceleraran el procés de recuperació. En un estudi de casos que va implicar 56-60 homes amb infeccions per Trichuris trichiura i/o N. americanus, tant l'albendazol com el mebendazol van mostrar-se eficaços al 90% per curar T. trichiura. No obstant això, l'albendazol tenia una taxa de cura del 95% per N. americanus, mentre que el mebendazol només en tenia un 21%. Això suggereix que l'albendazol és més eficaç per tractar tant T. trichiura com N. americanus.

## Epidemiologia

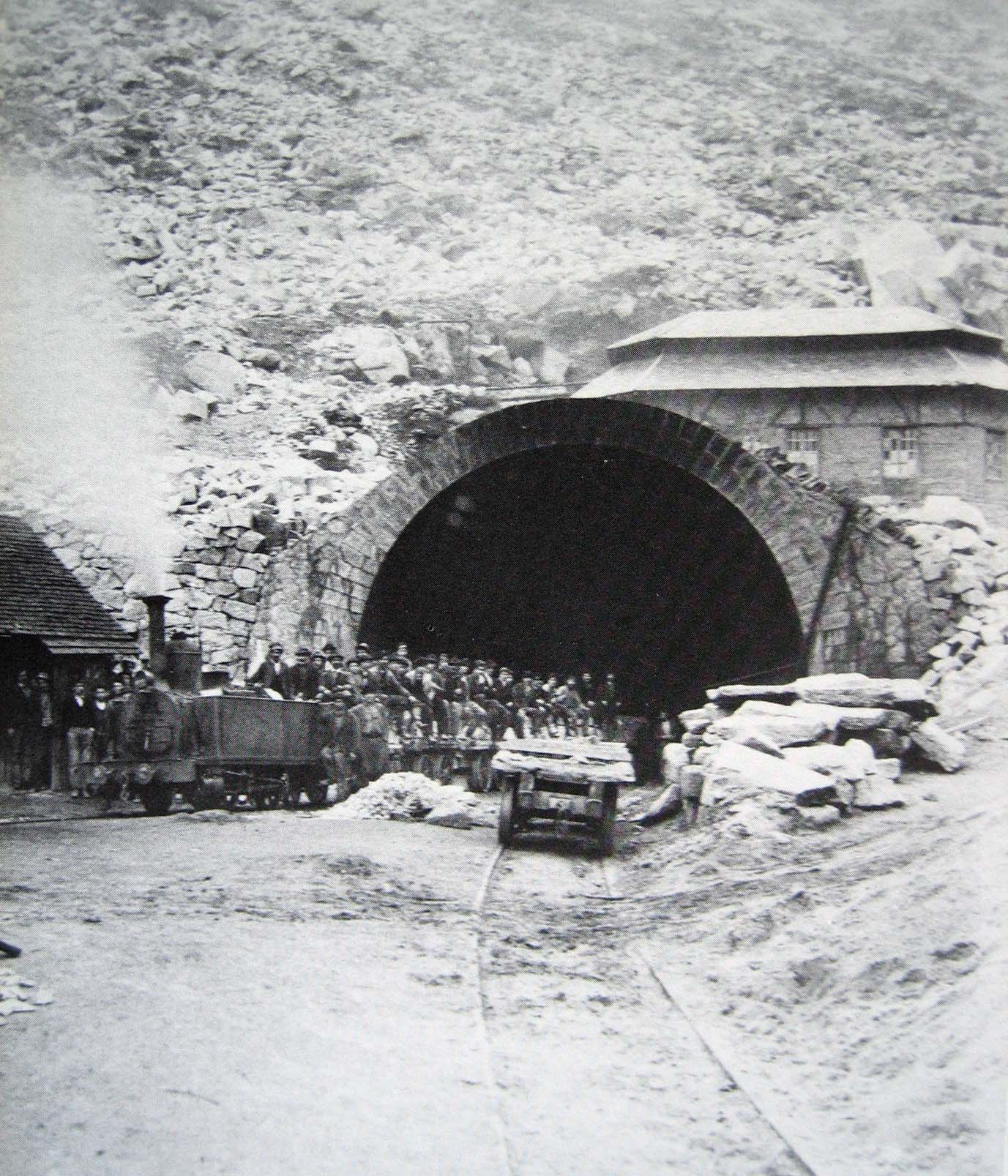
Una epidèmia d '" anèmia dels minaires" causada per Ancylostoma duodenale entre els treballadors que construïen el túnel de Gotthard va contribuir a la investigació de l'ancilostomosi.

L'anèmia dels cuc de ganxo va ser descrita per Wilhelm Griesenger a Egipte, al Caire, el 1852. Va trobar milers d'ancilostomes adults a l'intestí prim d'un soldat de 20 anys que patia diarrea i anèmia greus. En aquell moment va rebre el nom de clorosi d'Egipte. La qüestió es va revisar a Europa quan es va produir un brot d'anèmia dels minaires a Itàlia. Durant la construcció del túnel de Gotthard a Suïssa (1871-1881), un gran nombre de minaires van patir una anèmia greu de causa desconeguda. Les investigacions mèdiques van concloure que era causada per Ancylostoma duodenale (afavorida per les altes temperatures i la humitat) afavorit també per "majors avenços en la parasitologia, a través de la investigació sobre etiologia, epidemiologia i tractament de l'ancilostomosi".
Els helmints encara representen una elevada quota de malaltia debilitant als tròpics i es poden atribuir a aquesta malaltia entre 50-60.000 morts a l'any.